# Timbres de Monaco émis en 2005
Les timbres de Monaco émis en 2005 sont les timbres postaux émis par l'Office des émissions de timbres-poste (OETP) de la principauté de Monaco sur l'année 2005.

## Généralités
Les émissions porte la mention « Monaco » et une valeur faciale libellée en euro (€).
Les timbres de Monaco sont en usage pour les plis au départ de ce pays indépendant. Ils sont imprimés en France par l'Imprimerie des timbres-poste et valeurs fiduciaires (ITVF) et le service postal est assuré par La Poste française ; ceci explique pourquoi ces timbres sont également vendus en France par Phil@poste.
Le choix des sujets et de la politique philatélique est de la compétence de l'Office des émissions de timbres-poste de Monaco (OEPT).

## Légende
Pour chaque timbre, le texte rapporte les informations suivantes :
- date d'émission, valeur faciale (en euro ou €) et description (pour les dimensions : horizontale puis verticale),
- formes de vente,
- artistes concepteurs et genèse du projet,
- manifestation premier jour,
- date de retrait, tirage et chiffres de vente,

ainsi que les informations utiles pour une émission donnée.

## Février

### Rotary International 1905-2005
Le 23 février, sont émis deux timbres commémoratifs de 0,55 € et 0,70 € pour le centenaire du Rotary International. Le timbre de 0,55 € présente quatre des premiers membres du premier Rotary de Chicago : Paul H. Harris, William Jensen, Harry Ruggles et Silvester Schiele. Les deux timbres portent le logotype de l'association.
Le timbre de 0,55 € est dessiné par Thierry Mordant et gravé par Claude Jumelet pour une impression en offset et taille-douce. Celui de 0,70 € est conçu par Teamoté et imprimé en offset. Les deux timbres de format 4 × 3 cm horizontal (0,55 €) et vertical (0,70 €) sont conditionnés en feuilles de dix exemplaires.
La série est retirée de la vente le 1er octobre 2007.

## Mars

### Albert Einstein 1879-1955
Le 1er mars, est émis un timbre commémoratif de 0,53 € pour les 50 ans de la mort du physicien Albert Einstein et du centenaire de l'année 1905 au cours de laquelle, d'après le timbre, il « publie cinq thèses ». Le timbre porte son portrait, la formule E=mc2 et une vision de l'espace.
Le timbre de 4 × 3 cm est dessiné par Irio Ottavio Fantini et imprimé en héliogravure en feuille de dix exemplaires.
Le timbre est retiré de la vente le 1er octobre 2007.

### Comité national monégasque de l'Association internationale des arts plastiques
Le 1er mars, est émis un timbre de 0,48 € pour le cinquantenaire du Comité national monégasque de l'Association internationale des arts plastiques auprès de l'UNESCO. L'illustration en est un peintre s'exerçant à représenter un monument de la principauté.
Le dessin de 4 × 3 cm est signé Maurice Debay, et imprimé en feuille de dix unités en héliogravure.
Le timbre est retiré de la vente le 1er octobre 2007.

### École supérieure d'arts plastiques de la ville de Monaco
Le 1er mars, est émis un timbre de 0,64 € pour les premiers diplômés de l'École supérieure d'arts plastiques de la ville de Monaco, installés dans le Pavillon Bosio et habilité par le ministère français de la Culture en 2004.
Le dessinateur du timbre est Nicolas Rostagni. Imprimé en héliogravure et conditionné en feuille de dix, le timbre est de format 3 × 4 cm.
Le timbre est retiré de la vente le 1er octobre 2007.

### Exposition canine internationale

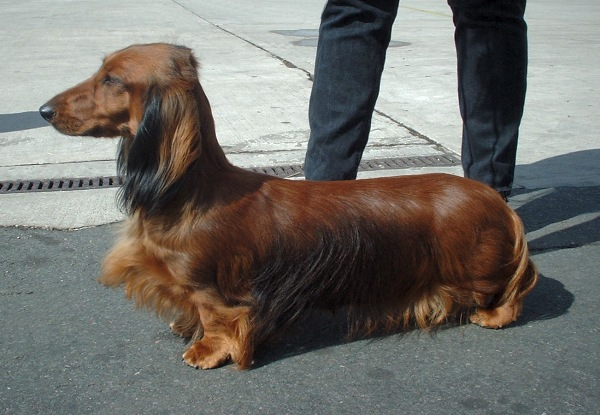
Un teckel poil long.

Le 1er mars, est émis un timbre de 0,82 € annonçant la tenue de l'exposition canine internationale de Monaco, consacré plus particulièrement aux teckels. Le timbre est illustré d'un teckel poil long.
Le timbre de 4 × 3 cm est conçu par Colette Thurillet et imprimé en héliogravure par feuille de dix exemplaires.

## Avril

### Centenaire de la Fédération internationale de l'automobile
Le 1er avril, est émis un timbre commémoratif de 0,55 € pour le centenaire de la Fédération internationale de l'automobile (FIA). Le timbre montre en haut le logotype du centenaire, à l'arrière-plan des monuments de Monaco, ville de grand prix, et trois véhicules de course anciens ou actuels.
Le dessin est signé Patrice Mérot pour une impression en héliogravure en feuille de dix timbres de 4 × 3 cm.
Le timbre est retiré de la vente le 1er octobre 2007.

### ESV 21
Le 1er avril, sont émis deux timbres de 0,75 € et de 1,30 € pour annoncer l'organisation du 2 au 6 avril d'un congrès international des voitures électriques à Monaco, le 21st world wide Battery, Hybrid and Fuel Cell Electrics Vehicle Symposium & Exhibition. Le 0,75 € présente un dessin de conception et une photographie de la Venturi Fétish, première voiture de sport électrique. L'illustration du 1,30 € se compose d'un paysage naturel sur lequel le contour d'une voiture est dessiné par un fil électrique bleu, une fleur à l'extrémité de ce fil.
Patrice Mérot est l'auteur du timbre de 1,30 €, Sacha Lakic est le dessinateur de la Venturi Fetish du 0,75 €. Les deux timbres de format 4 × 3 cm sont imprimés en héliogravure par feuille de dix exemplaires.
La série est retirée de la vente le 1er octobre 2007.

### XeJumping international de Monte-Carlo
Le 1er avril, est émis un timbre de 0,90 € annonçant l'organisation fin avril 2005 du Jumping international de Monte-Carlo. Le timbre noir et rouge sur fond blanc représente un cavalier et sa monture sautant un obstacle.
Le dessin est signé Patrice Mérot pour une gravure de Claude Jumelet. Le timbre de 3 × 4 cm est imprimé en taille-douce en feuille de dix exemplaires.
Le timbre est retiré de la vente le 1er octobre 2007.

## Mai

### Europa: la gastronomie
Le 3 mai, dans le cadre de l'émission Europa sont émis deux diptyques sur le thème annuel de la gastronomie. Dans des assiettes posées sur un fond noir, quatre plats présentent des recettes monégasques. Les deux timbres se-tenant de 0,53 € montrent des barbagiuans et une pissaladière ; les deux timbres du diptyque de deux fois 0,55 € une tourte de blettes et des desserts (beignets et fougasse). Seuls les deux timbres de 0,53 € portent le sigle « Europa ».
Les timbres de 4 × 3 cm sont réalisés par Giuseppe Mazza, photographe installé à Monaco, et sont imprimés en héliogravure en feuille de cinq paires.
Les deux diptyques sont retirés de la vente le 1er octobre 2007.

## Juin

### Premières implantations industrielles à partir de 1905
Le 3 juin, sont émis trois timbres commémoratifs pour le centenaire de l'installation des premières industries à Monaco. Les trois figurines sont illustrées d'affiches sur des entreprises ou activités de la principauté :
- une affiche de Rafaël de Ochoa pour la Société des Bains de Mer sur le 0,77 €,
- une d'Abel Truchet pour le magasin English Sanatary de Monte-Carlo sur le 2,50 €,
- et une de J. Stall pour les biscuits Scapini sur le 3,10 €.

Les timbres sont imprimés en héliogravure dans un format de 4 × 5,2 cm en feuille de six exemplaires.

### Special Olympics Monaco 1980-2005
Le 3 juin, est un émis un timbre de 1,20 € pour le 25e anniversaire de l'association Special Olympics de Monaco et pour annoncer l'organisation de ces jeux destinées aux athlètes handicapés dans la principauté les 3 et 4 juin. Le logotype de l'association internationale voisine avec le stade Louis-II.
Patrice Merot et Teamoté ont conçu ce timbre de 4 × 3 cm imprimé en offset en feuille de dix exemplaires.
Le timbre est retiré de la vente le 1er octobre 2007.

## Juillet

### Adhésion de Monaco à l'UPU en 1955
Le 4 juillet, est émis un timbre commémoratif de 3,03 € pour le cinquantenaire de l'adhésion de Monaco à l'Union postale universelle. Le dessin est une adaptation du logotype de l'UPU entouré d'un ruban rouge et blanc, couleur du drapeau monégasque, le tout sur fond bleu ciel.
Le timbre de 3 × 4 cm est dessiné et gravé par Marie-Noëlle Goffin pour une impression en taille-douce en feuille de dix unités.
Le timbre est retiré de la vente le 1er octobre 2007.

### Année de la science
Le 4 juillet, sont émis trois timbres pour l'Année internationale de la physique organisée par l'ONU. Trois scientifiques sont honorés : 
- Edmond Halley sur le 1,22 € pour avoir « [prédit] le retour de la Comète »,
- Gerald Pieter Kuiper sur le 1,98 € découvreur de la ceinture de Kuiper. Le timbre signale la découverte en 2003 de Sedna, qualifiée de « 10e planète (?) »),
- et Clyde Tombaugh, découvreur de la planète Pluton en 1930.

Les timbres de 3 × 4 cm sont dessinés et gravés par Claude Andréotto et imprimés en taille-douce en feuille de dix exemplaires.
La série est retirée de la vente le 1er octobre 2007.

### Monaco Yacht Show
Le 4 juillet, est émis un timbre de 0,82 € pour annoncer le 15e Monaco Yacht Show les 21 et 24 septembre suivants. Le logotype en bas et de grands yachts en haut constituent les deux parties de l'illustration.
L'illustration est dessiné par Laurent Xénard. Le timbre de 3 × 4 cm est imprimé en héliogravure en feuille de dix exemplaires.
Le timbre est retiré de la vente le 1er octobre 2007.

### Carnet Blason de la famille Grimaldi
Le 12 juillet, est émis un carnet de dix timbres autocollants au type Blason de la famille Grimaldi. À valeur permanente, leur usage est signifié par la couleur verte du fond, habituelle pour le tarif « écopli » de La Poste. Un timbre permet d'affranchir une lettre jusqu'à 20 grammes pour un service moins rapide vers Monaco et la France, soit 0,48 € au 1er mars 2005.
Le timbre de 2 × 3 cm et le carnet sont conçus par Teamoté pour une impression en héliogravure.

## Septembre

### Journées européennes du patrimoine
Le 5 septembre, est émis un timbre de 0,48 € annonçant les Xes Journées européennes du patrimoine, organisées le dimanche 2 octobre suivant. Le timbre porte le logotype de la manifestation, avec en dessous une reproduction en traits noirs sur fond blanc le palais princier.
Le dessin est réalisé par Patrice Merot et Teamoté, et gravé par Claude Jumelet. Les feuilles de dix timbres de 3 cm × 4 cm sont imprimées en taille-douce.
Le timbre est retiré de la vente le 1er octobre 2007.

### 20eMonte-Carlo Magic Stars
Le 5 septembre, est émis un timbre de 1,45 € annonçant la 20e édition du Monte-Carlo Magic Stars, concours de prestidigitation organisé du 5 au 9 octobre suivants. Le timbre est illustré du logotype de la manifestation.
Le timbre de 4 × 3 cm est conçu par Teamoté et imprimé en offset en feuille de dix exemplaires.
Le timbre est retiré de la vente le 1er octobre 2007.

## Octobre

### Noël
Le 3 octobre, est émis un timbre de 0,53 € pour la fête de Noël. Le dessin est une Vierge à l'enfant, avec une colombe en haut à gauche du timbre ; dessins réalisés en traits noirs sur fond blanc.
Le dessin est l'œuvre de Jean-Louis Marazzani gravé par Martin Mörck pour une impression en taille-douce. Le conditionnement se fait en feuille de dix timbres de 3 cm sur 4.
Le timbre est retiré de la vente le 1er octobre 2007.

### Monte-Carlo Bay Hotel and Resort
Le 7 octobre, est émis un timbre de 0,55 € annonçant l'ouverture du Monte-Carlo Bay Hotel and Resort, propriété de la Société des Bains de Mer dans le quartier du Larvotto. L'illustration est une vue aérienne dessinée de l'hôtel et porte le logotype de la Société des Bains de Mer.
Le dessinateur est M. Héron. Le timbre de 3,6 × 2,6 cm est imprimé en héliogravure en feuille de dix exemplaires.

### Nadia et Lili Boulanger
Le 21 octobre, est émis un timbre commémoratif de 0,90 € pour le 25e anniversaire de la Fondation internationale Nadia-et-Lili-Boulanger. La légende du timbre met en valeur le concours de chant-piano organisé par cette fondation. Il représente également les portraits des sœurs Nadia (1887-1979) et Lili Boulanger (1893-1918), musiciennes françaises.
Le dessin et la gravure sont signés Ève Luquet pour une impression en taille-douce et en feuille de dix timbres de format 3,6 × 2,6 cm.

## Novembre

### La Salle Garnier
Le 16 novembre, est émis un bloc de six timbres de 0,82 € pour annoncer la « restauration de la Salle Garnier illustré par ses fresques », théâtre et opéra de Monte-Carlo. Disposés sur deux lignes de trois timbres, ceux-ci représentent :
- des activités artistiques visibles sur les fresques de la salle sur les quatre figurines des côtés  (le chant, la comédie, la danse et la musique),
- au centre et en haut, le monument vu de l'extérieur avec le logotype de la Société des Bains de Mer,
- au centre et en bas, le portrait de Charles Garnier, en bleu au lieu du violet dominant les illustrations des autres timbres.

Le bloc de timbres de format carré 3 × 3 cm est dessiné par Guéorgui Chichkine et gravé par Elsa Catelin et Claude Jumelet pour une impression en taille-douce.

### Albert II, série courante
Le 19 novembre, sont émis trois timbres d'une nouvelle série d'usage courant à l'effigie du prince Albert II, régnant depuis le 6 avril précédent. Ce portrait le représente de face et souriant, dans un costume de ville. Son monogramme (2 A entrelacés à leur pointe surmontée d'une couronne) apparaît en bas à gauche. Les timbres sont à validité permanente. Leur couleur fait office de valeur d'usage : vert pour le tarif écopli (service économique, 0,48 € alors), rouge pour la lettre simple (0,53 €) et bleu (0,75 €) pour une lettre de 20 à 50 grammes pour la France ou une lettre simple pour l'Afrique et l'Europe hors-Union européenne.
Le portrait est l'œuvre de Thierry Mordant et gravé par Martin Mörck. Les figurines de 2,2 × 2,7 cm sont imprimées en taille-douce en feuille de 30 exemplaires.
Cette première série à l'effigie d'Albert II est retirée de la vente le 4 décembre 2006 et remplacée par un portrait de profil dessiné par Guéorgui Chichkine et gravé par Martin Mörck.

### Fête nationale
Le 19 novembre, est émis un triptyque pour la fête nationale monégasque (dite aussi « Fête du prince »). Le prince Albert II maintient cette fête le 19 novembre, jour de célébration du bienheureux Rainier d'Arezzo, alors qu'il aurait pu la transférer au 15 novembre pour la saint-Albert. Les trois timbres de 1,01 € représentent des paysages de Monaco : le palais pour le grand format central, la principauté avec le port bien en vue pour les deux petits format encadrant le grand timbre.
Les timbres sont l'œuvre de Patrice Mérot et imprimés en héliogravure.

### Hommage au prince Rainier III
Le 19 novembre, est émis un feuillet d'un timbre de 4 € rendant hommage au prince Rainier III, mort le 6 avril précédent. Le format du feuillet est celui habituellement employé pour les évènements et anniversaires touchant à la famille régnante.
Le portrait est signé Czesław Słania et gravé par Jacky Larrivière. Le bloc  de 10 × 13 cm est imprimé en taille-douce.

## Décembre

### 30eFestival international du cirque
Le 14 décembre, est émis un bloc-feuillet de cinq timbres de 0,75 € et une vignette pour le 30e Festival international du cirque de Monte-Carlo, organisé du 19 au 27 janvier 2006. Les deux figurines du centre reproduisent l'affiche de la manifestation représentant un clown au nez rouge (vignette sans valeur postale) et le trophée, le Clown d'or, remis au meilleur numéro de l'année. Les quatre timbres latéraux présentent les lauréats d'éditions précédentes : Charlie Rivel (1974), Alexis Gruss Senior (1975), Fredy Knie (1977) et George Carl (1979).
Plusieurs artistes ont créé les images utilisés sur les timbres : Kees Verkade et Teamoté pour le timbre sur le Clown d'or, Joan Soler-Jove pour Charlie Rivel, Nathalie Chabrier pour Alexis Gruss Senior, Rolf Knie pour Fredy Knie, Nall pour George Carl. Le bloc est imprimé en héliogravure.

### Sources
- La presse philatélique française, notamment les pages « Nouveautés » de L'Écho de la timbrologie et de Timbres magazine :
  - dont la liste des timbres retirés de la vente le 1er octobre 2007, reproduite dans L'Écho de la timbrologie n°1812, novembre 2007, page 20.